# Xuanwei
Xuanwei léase Suán-Uéi (en chino:宣威市, pinyin:Xuānwēi shì) es un municipio bajo la administración directa de la ciudad-prefectura de Qujing. Se ubica al este de la provincia de Yunnan, sur de la República Popular China. Su área es de 6705 km² y su población total para 2010 fue de más de 1,3 millones de habitantes.

## Administración
El condado de Xuanwei se divide en 26 pueblos que se administran en 4 subdistritos, 14 poblados y 8 villas.